# Тетюшинова, Глафира Ивановна
Глафира Ивановна Тетюшинова (подписывалась также Клара Тетюшинова) — российская журналистка, переводчица, театральный критик.
Родом из Саратовской губернии, урожденная Васяткина. В 1860-е гг., будучи замужем за известным астраханским купцом Тетюшиновым, выступала со статьями и рецензиями на страницах городской печати. Как указывается в «Истории Астраханского края»,

Она находилась под большим влиянием идей Добролюбова, Писарева, Чернышевского. Её статьи и рецензии отличались смелостью суждений, социальной направленностью, оригинальностью оценок.

В 1869 г. под влиянием социалистических идей ушла от мужа, жила в гражданском браке с Василием Обреимовым и в 1871—1872 гг. вместе с ним вела в Екатеринбурге социалистическую пропаганду, в связи с чем последующие шесть лет супруги провели в ссылке в городах Глазове, Слободском, Нолинске. Затем Клара Тетюшинова некоторое время работала домашней учительницей в Херсонской губернии, жила у отца в Крыму.
В 1892 г. в издательстве Ф. Ф. Павленкова, познакомившегося с ней и с Обреимовым в 1870-е годы в ссылке и стремившегося помогать своим единомышленникам, опубликовала перевод книги Чезаре Ломброзо «Гениальность и помешательство», выдержавший затем ряд переизданий вплоть до настоящего времени.